# جان مارك بوجو

الصورة الحائزة على جائزة أفضل صورة صحفية في العالم لعام 2003

جان مارك بوجو (بالفرنسية: Jean-Marc Bouju)‏ هو مصور فرنسي الحائز على جائزتي بوليتزر في عامي 1995 و1999 وجائزة أفضل صورة الصحفية في العالم لعام 2003.
كان بوجو يعمل في صحفية تكسان اليومية (The Daily Texan) من 1991 حتى عام 1993. وفاز بجائزة بوليتزر في عام 1995، وقد تقاسمها مع ثلاثة مصورين صحفيين آخرين من وكالة أسوشيتد برس، لدورهم في نقل صور العنف العرقي في رواندا.
وفي عام 1999 فاز بجائزة أخرى لبعض الصور تفجيرات سفارتي الولايات المتحدة في كينيا وتنزانيا.
وفي عام 2003 فاز جائزة أفضل صورة الصحفية في العالم لصورة فوتوغرافية التقطت في مركز لأسرى الحرب في العراق.